# Copenhagen Towers - North Tower
 For alternative betydninger, se Copenhagen Towers. (Se også artikler, som begynder med Copenhagen Towers)
Copenhagen Towers North Tower er et kontorhøjhus beliggende i Ørestad på Vestamager i København. Bygningen er en del af komplekset Copenhagen Towers, som strækker sig fra Øresundsmotorvejen i nord til Hannemanns Allé i syd, og stod færdig i februar 2016.
Bygningen er designet af arkitektfirmaet Foster & Partners og er lige som Crowne Plaza Copenhagen Towers 85 meter høj og integreret med hotelbygningen via et 1.400 m² atrium i stueplan. Den adskiller sig fra hotellet ved at have en lettere buet facade mod nord og syd og ved at være opbygget omkring en støbt betonkerne med bærende betonsøjler integreret i facaderne. Således er vinduespartierne monteret efter curtain wall-systemet, som man kender det fra mange skyskrabere.
Bygningen rummer 20 etager med hver ca. 1.250 m² kontorareal. Der er derudover to kælderetager, og det samlede etageareal udgør i alt 28.000 m².
I gadeplan er der reception og café, mens der på den øverste etage er indrettet restaurant.
55°37′39″N 12°34′41″Ø / 55.62741°N 12.57804°Ø